# 김낙성
김낙성(金洛聖, 1942년 12월 6일~)은 대한민국의 정치인이다. 3선 당진군수, 제17·18대 국회의원을 역임하였다.

## 학력
- 1955년 당진국민학교 졸업
- 1958년 당진중학교 졸업
- 1961년 강문고등학교 졸업
- 1966년 성균관대학교 법률학 학사
- 1982년 단국대학교 대학원 행정학 석사
- 1985년 단국대학교 대학원 행정학 박사

## 경력
- 단국대학교 행정학과 교수
- 홍익대학교 행정학과 전임강사
- 1995년 7월 1일~2003년 12월 17일: 제35·36·37대 당진군수
- 당진초등학교 총동문회장
- 한.미 FTA 협정 체결대책특별위원회 위원
- 자유민주연합 충청남도당 위원장
- 자유민주연합 원내총무
- 국민중심당 사무총장
- 자유선진당 충청남도당 위원장
- 자유선진당 최고위원
- 자유선진당 원내대표
- 새누리당 고문
- 자유한국당 고문

## 역대 선거 결과
|  | 39.51% |

|  | 47.35% |

|  | 30.99% |

|  | 37.28% |

|  | 58.26% |

|  | 24.88% |

## 소속 정당
| 소속 정당 | 소속 정당    | 소속 기간 | 비고           |
| --------- | ------------ | --------- | -------------- |
|           | 자유민주연합 | 1995~2005 | 창당 정계 입문 |
|           | 무소속       | 2005~2006 | 탈당           |
|           | 국민중심당   | 2006~2008 | 창당           |
|           | 자유선진당   | 2008~2012 | 합당           |
|           | 선진통일당   | 2012      | 당명 변경      |
|           | 새누리당     | 2012~2017 | 합당 정계 은퇴 |
|           | 자유한국당   | 2017~2020 | 당명 변경      |
|           | 미래통합당   | 2020      | 합당           |
|           | 국민의힘     | 2020~현재 | 당명 변경      |

## 같이 보기
- 당진군 (1988년 선거구)
- 당진군의 국회의원
- 당진군수